# Општина Сан Кристобал де лас Касас (Чијапас)
Сан Кристобал де лас Касас (шп. San Cristóbal de las Casas) општина је у Мексику у савезној држави Чијапас. Општина се налази на надморској висини од 2119 м.

## Становништво
Према подацима из 2010. у општини је живело 185917 становника.

### Хронологија
| Година       | 2000                   | 2005                   | 2010                   |
| ------------ | ---------------------- | ---------------------- | ---------------------- |
| Становништво | 132421 (63725 / 68696) | 166460 (80335 / 86125) | 185917 (88996 / 96921) |

### Попис
| \| \| м \| \| \| ж \| \| 0—2 \| 5.964 \| \| \| 5.919 \| \| 3—5 \| 6.324 \| \| \| 6.047 \| \| 6—11 \| 12.306 \| \| \| 12.101 \| \| 12—14 \| 5.968 \| \| \| 5.739 \| \| 15—17 \| 5.892 \| \| \| 6.168 \| \| 18—24 \| 12.696 \| \| \| 14.412 \| \| 60+ \| 4.181 \| \| \| 5.357 \| \| Просек : \| 26,1 \| \| \| 27,4 \| |        |  |  |        |
| |        |  |  |        |
| | м      |  |  | ж      |
| 0—2 | 5.964  |  |  | 5.919  |
| 3—5 | 6.324  |  |  | 6.047  |
| 6—11 | 12.306 |  |  | 12.101 |
| 12—14 | 5.968  |  |  | 5.739  |
| 15—17 | 5.892  |  |  | 6.168  |
| 18—24 | 12.696 |  |  | 14.412 |
| 60+ | 4.181  |  |  | 5.357  |
| Просек : | 26,1   |  |  | 27,4   |

| #   | Индикатор                                                                                        | Вредност |
| --- | ------------------------------------------------------------------------------------------------ | -------- |
| 1   | Становништво од 0 до 2 године                                                                    | 11883    |
| 2   | Мушко становништво од 0 до 2 године                                                              | 5964     |
| 3   | Женско становништво од 0 до 2 године                                                             | 5919     |
| 4   | Становништво са 3 и више година                                                                  | 169698   |
| 5   | Мушко становништво са 3 и више година                                                            | 80858    |
| 6   | Женско становништво са 3 и више година                                                           | 88840    |
| 7   | Становништво са 5 и више година                                                                  | 161379   |
| 8   | Мушко становништво са 5 и више година                                                            | 76623    |
| 9   | Женско становништво са 5 и више година                                                           | 84756    |
| 10  | Становништво са 12 и више година                                                                 | 132920   |
| 11  | Мушко становништво са 12 и више година                                                           | 62228    |
| 12  | Женско становништво са 12 и више година                                                          | 70692    |
| 13  | Становништво са 15 и више година                                                                 | 121213   |
| 14  | Мушко становништво са 15 и више година                                                           | 56260    |
| 15  | Женско становништво са 15 и више година                                                          | 64953    |
| 16  | Становништво са 18 и више година                                                                 | 109153   |
| 17  | Мушко становништво са 18 и више година                                                           | 50368    |
| 18  | Женско становништво са 18 и више година                                                          | 58785    |
| 19  | Становништво од 3 до 5 година                                                                    | 12371    |
| 20  | Мушко становништво од 3 до 5 година                                                              | 6324     |
| 21  | Женско становништво од 3 до 5 година                                                             | 6047     |
| 22  | Становништво од 6 до 11 година                                                                   | 24407    |
| 23  | Мушко становништво од 6 до 11 година                                                             | 12306    |
| 24  | Женско становништво од 6 до 11 година                                                            | 12101    |
| 25  | Становништво од 8 до 14 година                                                                   | 27711    |
| 26  | Мушко становништво од 8 до 14 година                                                             | 14082    |
| 27  | Женско становништво од 8 до 14 година                                                            | 13629    |
| 28  | Становништво од 12 до 14 година                                                                  | 11707    |
| 29  | Мушко становништво од 12 до 14 година                                                            | 5968     |
| 30  | Женско становништво од 12 до 14 година                                                           | 5739     |
| 31  | Становништво од 15 до 17 година                                                                  | 12060    |
| 32  | Мушко становништво од 15 до 17 година                                                            | 5892     |
| 33  | Женско становништво од 15 до 17 година                                                           | 6168     |
| 34  | Становништво од 18 до 24 године                                                                  | 27108    |
| 35  | Мушко становништво од 18 до 24 године                                                            | 12696    |
| 36  | Женско становништво од 18 до 24 године                                                           | 14412    |
| 37  | Женско становништво од 15 до 49 година                                                           | 53732    |
| 38  | Становништво са 60 и више година                                                                 | 9538     |
| 39  | Мушко становништво са 60 и више година                                                           | 4181     |
| 40  | Женско становништво са 60 и више година                                                          | 5357     |
| 41  | Однос између мушкараца и жена                                                                    | 91.82    |
| 42  | Становништво од нуле до 14 година                                                                | 60368    |
| 43  | Становништво од 15 до 64 године                                                                  | 115120   |
| 44  | Становништво од 65 година и више                                                                 | 6093     |
| 45  | Просечан број деце                                                                               | 2.11     |
| 46  | Становништво рођено у ентитету                                                                   | 174559   |
| 47  | Мушко становништво рођено у ентитету                                                             | 83417    |
| 48  | Женско становништво рођено у ентитету                                                            | 91142    |
| 49  | Становништво рођено у другом ентитету                                                            | 5895     |
| 50  | Мушко становништво рођено у другом ентитету                                                      | 2906     |
| 51  | Женско становништво рођено у другом ентитету                                                     | 2989     |
| 52  | Становништво од 5 година и више резидентно у ентитету у јуну 2005. године                        | 158021   |
| 53  | Мушко становништво старосног доба од 5 година и више, резидентно у ентитету у јуну 2005. године  | 74863    |
| 54  | Женско становништво старосног доба од 5 и више година, резидентно у ентитету у јуну 2005. године | 83158    |
| 55  | Становништво од 5 година и више које је живело у другом ентитету у јуну 2005. године             | 2073     |
| 56  | Мушко становништво старије од 5 година које је живело у другом ентитету у јуну 2005. године      | 1079     |
| 57  | Женско становништво старије од 5 година које је живело у другом ентитету у јуну 2005. године     | 994      |
| 58  | Становништво од 3 године и више које говори аутохтони језик                                      | 62208    |
| 59  | Мушко становништво старо 3 године и више које говори аутохтони језик                             | 29543    |
| 60  | Женско становништво старо 3 године и више које говори аутохтони језик                            | 32665    |
| 61  | Становништво од 3 године и више које говори аутохтони језик и не говори шпански језик            | 11540    |
| 62  | Мушко становништво старо 3 године и више које говори аутохтони језик и не говори шпански         | 4076     |
| 63  | Женско становништво старо 3 године и више које говори аутохтони језик и не говори шпански језик  | 7464     |
| 64  | Становништво старо 3 године и више које говори аутохтони језик и шпански                         | 49240    |
| 65  | Мушко становништво старо 3 године и више које говори аутохтони језик и шпански                   | 24809    |
| 66  | Женско становништво старо 3 године и више које говори аутохтони језик и шпански                  | 24431    |
| 67  | Становништво од 5 година и више које говори аутохтони језик                                      | 59943    |
| 68  | Становништво од 5 година и више које говори аутохтони језик и не говори шпански језик            | 10245    |
| 69  | Становништво од 5 година и више које говори аутохтони језик и говори шпански језик               | 48322    |
| 70  | Становништво у домородачким домаћинствима                                                        | 92391    |
| 71  | Становништво са ограничењима у активностима                                                      | 4729     |
| 72  | Становништво са ограниченим ходањем или кретањем, горе или доле                                  | 2185     |
| 73  | Становници са ограничењима вида, чак и уз кориштење сочива                                       | 1680     |
| 74  | Становништво са ограничењима говора, комуникације или конверзације                               | 419      |
| 75  | Становништво са ограниченим слухом                                                               | 467      |
| 76  | Становништво са ограничењима при одевању, купању или јелу                                        | 203      |
| 77  | Становништво са ограничењима у опажању или учењу једноставних ствари                             | 199      |
| 78  | Становништво са менталним ограничењима                                                           | 402      |
| 79  | Становништво без ограничења активности                                                           | 175598   |
| 80  | Становништво од 3 до 5 година које не похађа школу                                               | 5109     |
| 81  | Мушко становништво од 3 до 5 година које не похађа школу                                         | 2591     |
| 82  | Женско становништво од 3 до 5 година које не похађа школу                                        | 2518     |
| 83  | Становништво од 6 до 11 година које не похађа школу                                              | 1666     |
| 84  | Мушко становништво од 6 до 11 година које не похађа школу                                        | 795      |
| 85  | Женско становништво од 6 до 11 година које не похађа школу                                       | 871      |
| 86  | Становништво од 12 до 14 година које не похађа школу                                             | 1702     |
| 87  | Мушко становништво од 12 до 14 година које не похађа школу                                       | 780      |
| 88  | Женско становништво од 12 до 14 година које не похађа школу                                      | 922      |
| 89  | Становништво од 15 до 17 година похађа школу                                                     | 7538     |
| 90  | Мушко становништво од 15 до 17 година похађа школу                                               | 3778     |
| 91  | Женско становништво између 15 и 17 година живота у школи                                         | 3760     |
| 92  | Становништво од 18 до 24 године похађа школу                                                     | 7978     |
| 93  | Мушко становништво од 18 до 24 године похађа школу                                               | 4015     |
| 94  | Женско становништво од 18 до 24 године похађа школу                                              | 3963     |
| 95  | Становништво од 8 до 14 година које не може да чита и пише                                       | 2854     |
| 96  | Мушко становништво старосног доба од 8 до 14 година које не може да чита и пише                  | 1386     |
| 97  | Женско становништво старосног доби од 8 до 14 година које не може да чита и пише                 | 1468     |
| 98  | Становништво од 15 година и више које је неписмено                                               | 15852    |
| 99  | Мушко становништво од 15 година и више које је неписмено                                         | 4866     |
| 100 | Женско становништво од 15 година и више које је неписмено                                        | 10986    |
| 101 | Становништво старо 15 и више година без школовања                                                | 15419    |
| 102 | Мушко становништво старо 15 и више година без школовања                                          | 4926     |
| 103 | Женско становништво старо 15 и више година без школовања                                         | 10493    |
| 104 | Становништво старосног доба 15 и више година са непотпуним основним образовањем                  | 15256    |
| 105 | Мушко становништво старосног доба од 15 година и више са непотпуном основним образовањем         | 6858     |
| 106 | Женско становништво старосног доба 15 и више година са непотпуном основним образовањем           | 8398     |
| 107 | Становништво старо 15 и више година са комплетним основним образовањем                           | 21949    |
| 108 | Мушко становништво старо 15 година и више са комплетним основним образовањем                     | 10036    |
| 109 | Женско становништво старо 15 и више година са комплетним основним образовањем                    | 11913    |
| 110 | Становништво старосног доба 15 и више година са непотпуним средњим образовањем                   | 5113     |
| 111 | Мушко становништво старосног доба од 15 година и више са непотпуним средњим образовањем          | 2682     |
| 112 | Женско становништво старосног доба од 15 година и више са непотпуним средњим образовањем         | 2431     |
| 113 | Становништво старо 15 и више година са пуним секундарном образовањем                             | 18583    |
| 114 | Мушко становништво старосног доба од 15 година и више са пуним секундарном образовањем           | 9011     |
| 115 | Женско становништво старосног доба од 15 година и више са пуним секундарном образовањем          | 9572     |
| 116 | Становништво старије од 18 година са постосновним образовањем                                    | 41157    |
| 117 | Мушко становништво старије од 18 година са постосновним образовањем                              | 20950    |
| 118 | Женско становништво старије од 18 година са постосновним образовањем                             | 20207    |
| 119 | Просечна оцена школовања                                                                         | 8.3      |
| 120 | Просечан ниво образовања мушке популације                                                        | 8.88     |
| 121 | Просечан ниво образовања женског становништва                                                    | 7.79     |
| 122 | Економски активно становништво                                                                   | 74452    |
| 123 | Економски активна мушка популација                                                               | 47091    |
| 124 | Економски активна женска популација                                                              | 27361    |
| 125 | Становништво које није економски активно                                                         | 57847    |
| 126 | Мушко становништво које није економски активно                                                   | 14817    |
| 127 | Женско становништво које није економски активно                                                  | 43030    |
| 128 | Запослено становништво                                                                           | 72589    |
| 129 | Запослено мушко становништво                                                                     | 45790    |
| 130 | Запослено женско становништво                                                                    | 26799    |
| 131 | Незапослена популација                                                                           | 1863     |
| 132 | Незапослена мушка популација                                                                     | 1301     |
| 133 | Незапослена женска популација                                                                    | 562      |
| 134 | Становништво без права на здравствене услуге                                                     | 81822    |
| 135 | Становништво које има право на здравствене услуге                                                | 99367    |
| 136 | Становништво које има право на ИМСС                                                              | 18561    |
| 137 | Становништво које има право на социјално осигурање                                               | 18706    |
| 138 | Становништво које има право на државно социјално осигурање                                       | 2787     |
| 139 | Становништво које има право на опште осигурање или здравствено осигурање за нову генерацију      | 55552    |
| 140 | Становништво које је било једном или није било у браку током 12 година и више                    | 49672    |
| 141 | Венчано или уједињено становништво од 12 година и више                                           | 70426    |
| 142 | Становништво које је било у браку или уједињено 12 година и више                                 | 12576    |
| 143 | Становништво са католичком религијом                                                             | 121731   |
| 144 | Протестанти, еванђелисти и библијски следбеници различити од еванђелиста                         | 45282    |
| 145 | Становништво са другим религијама различитим од претходних                                       | 499      |
| 146 | Становништво без религије                                                                        | 11543    |
| 147 | Укупно пописаних домаћинства                                                                     | 40714    |
| 148 | Пописна домаћинства на челу са мушкарцима                                                        | 30546    |
| 149 | Пописна домаћинства на челу са женама                                                            | 10168    |
| 150 | Становништво у пописним домаћинствима                                                            | 180743   |
| 151 | Становништво у пописним домаћинствима на челу са мушкарцима                                      | 142245   |
| 152 | Становништво у пописним домаћинствима на челу са женама                                          | 38498    |
| 153 | Укупно домаћинстава                                                                              | 50308    |
| 154 | Укупно насељених домаћинстава                                                                    | 42161    |
| 155 | Укупно приватних кућа                                                                            | 48861    |
| 156 | Насељени приватни домови                                                                         | 40714    |
| 157 | Укупно насељених приватних кућа                                                                  | 42131    |
| 158 | Ненасељене приватне куће                                                                         | 4706     |
| 159 | Појединачна домаћинства за привремену употребу                                                   | 3441     |
| 160 | Становници у насељеним приватним кућама                                                          | 180743   |
| 161 | Насељеност станара у приватним становима                                                         | 4.44     |
| 162 | Просечно становника по соби у приватним насељеним домаћинствима                                  | 1.21     |
| 163 | Појединачна домаћинства са подовима од различитих материјала од земље                            | 33679    |
| 164 | Појединачна домаћинства у приземљу                                                               | 6805     |
| 165 | Појединачна домаћинства са једном спаваћом собом                                                 | 14707    |
| 166 | Појединачна домаћинства са две спаваће собе и више                                               | 25897    |
| 167 | Појединачна домаћинства са једним собом                                                          | 4607     |
| 168 | Појединачна домаћинства са две собе                                                              | 7669     |
| 169 | Појединачна домаћинства са 3 собе и више                                                         | 28266    |
| 170 | Појединачна домаћинства која имају електрично светло                                             | 40182    |
| 171 | Појединачна домаћинства која немају електрично светло                                            | 393      |
| 172 | Појединачна домаћинства која имају водоводну воду у стамбеном простору                           | 36338    |
| 173 | Појединачна домаћинства која немају водоводну воду у стамбеном простору                          | 4200     |
| 174 | Појединачна домаћинства која имају тоалет                                                        | 39634    |
| 175 | Појединачна домаћинства која имају канализацију                                                  | 36885    |
| 176 | Појединачна домаћинства која немају канализацију                                                 | 3641     |
| 177 | Појединачна домаћинства која имају електрично светло, довод воде из јавне мреже и канализацију   | 34378    |
| 178 | Појединачна домаћинства без икаквих услова                                                       | 2156     |
| 179 | Појединачна домаћинства која имају радио                                                         | 33230    |
| 180 | Појединачна домаћинства која имају телевизор                                                     | 35007    |
| 181 | Појединачна домаћинства која имају фрижидер                                                      | 21268    |
| 182 | Појединачна домаћинства која имају машину за веш                                                 | 15869    |
| 183 | Појединачна домаћинства која имају аутомобил или комби                                           | 11851    |
| 184 | Појединачна домаћинства која имају рачунар                                                       | 9951     |
| 185 | Појединачна домаћинства која имају фиксну телефонску линију                                      | 9201     |
| 186 | Појединачна домаћинства која имају мобилни телефон                                               | 28556    |
| 187 | Појединачна домаћинства која имају приступ интернету                                             | 5439     |